# Syracuse SkyChiefs

Logo

De Syracuse Chiefs is een Triple-A Minor league baseballteam uit Syracuse, New York, tussen 1997 en 2006 bekend als de Syracuse SkyChiefs. Ze spelen in de North Division van de International League. Hun stadion heet Alliance Bank Stadium. Ze zijn verwant aan de Washington Nationals.

## Titels
De Chiefs hebben de Governors' Cup 8 keer gewonnen en er 17 keer voor gespeeld.
- 1935 - Gewonnen van de Montreal Royals (bestaat niet meer)
- 1942 - Gewonnen van de Jersey City Royals (idem.)
- 1943 - Gewonnen van de Toronto Maple Leafs (idem.)
- 1946 - Verloren van de Montreal Royals (idem.)
- 1947 - Gewonnen van de Buffalo Bisons
- 1948 - Verloren van de Montreal Royals (bestaat niet meer)
- 1951 - Verloren van de Montreal Royals (idem.)
- 1954 - Gewonnen van de Montreal Royals (idem.)
- 1964 - Verloren van de Rochester Red Wings
- 1969 - Gewonnen van de Columbus Clippers
- 1970 - Gewonnen van de Columbus Clippers
- 1974 - Verloren van de Rochester Red Wings
- 1975 - Verloren van de Norfolk Tides
- 1976 - Gewonnen van de Richmond Braves
- 1979 - Verloren van de Columbus Clippers
- 1989 - Verloren van de Richmond Braves
- 1994 - Verloren van de Richmond Braves